# Opritchnik

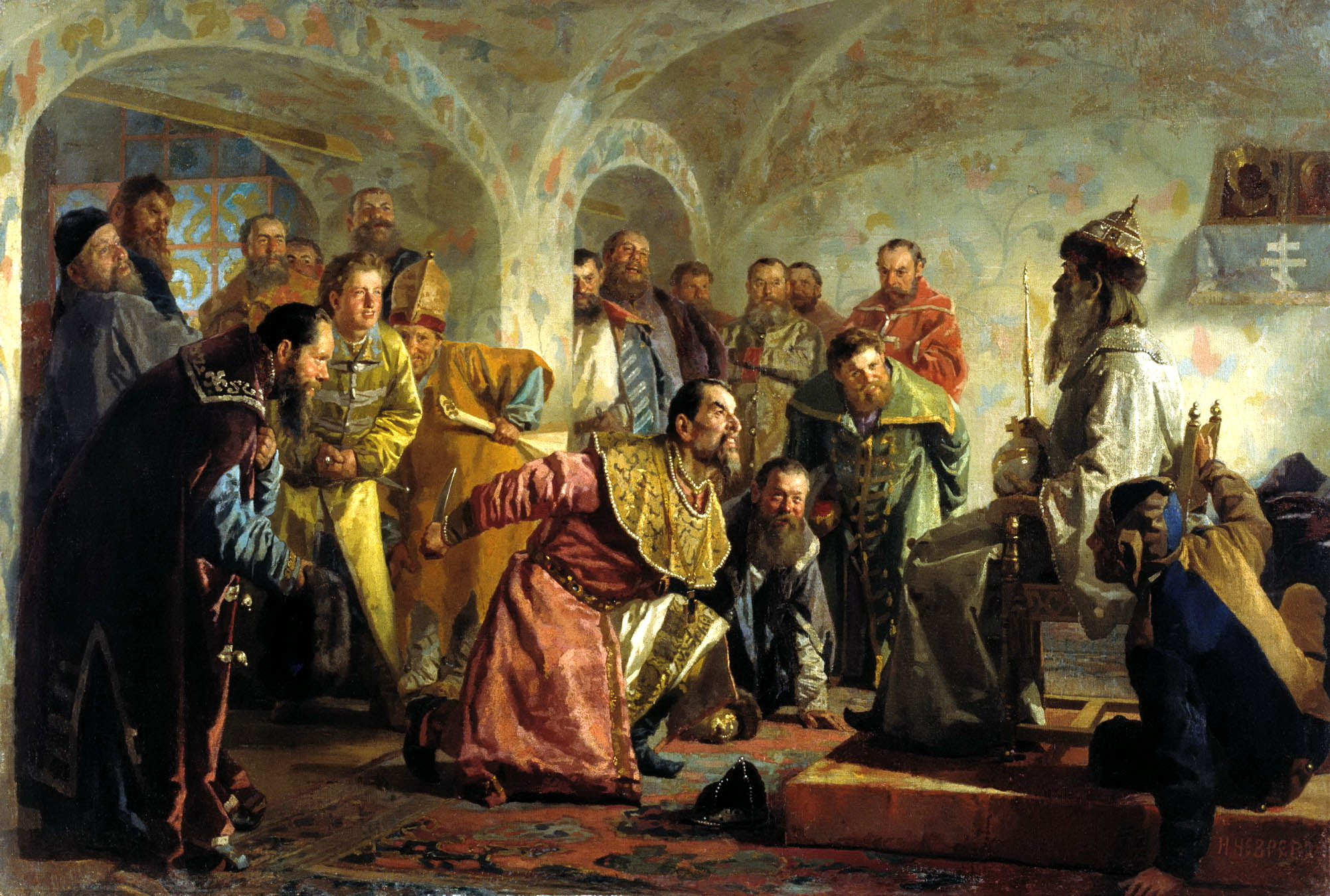
Opritchniki, peinture de Nikolaï Nevrev.

Les opritchniki (Опричники) (pluriel d'opritchnik, littéralement « homme à part ») étaient une organisation de cavaliers russes établis par le tsar Ivan le Terrible pour gouverner un territoire de Russie connu sous le nom d'opritchnina (1565-1572). Ils étaient habillés de costumes noirs, similaires aux habits monastiques, montaient de rapides chevaux moreaux (bruns) eux aussi et maniaient le fléau d'armes afin d'inspirer la peur.
Selon l'opinion des historiens, ce serait la deuxième femme d'Ivan le Terrible, Maria Temrioukovna, qui lui aurait soufflé l'idée de la création de l'organisation. D'après Constantin de Grunwald, ils étaient environ 6 000 recrutés dans la petite noblesse. D'après Pierre Gonneau, leur noyau dur compte 500 jeunes gens d'origine modeste.
Leurs selles de cheval portaient une tête de chien (pour dévorer les coupables de trahison) et un balai (symbolisant le nettoyage du pays). Ils étaient équipés d'arcs.
L'infanterie est équipée d'un long bâton pour faire trébucher les paysans et un long couteau « qui permet de dépêcher dans l'autre monde n'importe quelle victime ».
Ces hommes eurent des rôles comparables à un escadron de la mort et à une police secrète. Ils étaient responsables de la torture et de l'assassinat des ennemis internes du régime tsariste, environ 4 000 selon l'étude des sources. Célèbres pour leur violence et leur férocité, ils ont massacré environ 10 000 personnes. 